# Days Are Gone
Albums de Haim
Something to Tell You
(2017)
Days Are Gone est le premier album studio du groupe de rock américain Haim. Il est sorti le 27 septembre 2013 sur le label discographique Polydor. De cet album sont issus les singles Forever, Don't Save Me, Falling et The Wire.
Il est disque d'or au Royaume-Uni et en Australie.